# Travelers Championship
Het Travelers Championship is een van de drukst bezochte golftoernooien van de Amerikaanse PGA Tour. Het wordt altijd in Cromwell, een voorstad van Hartford, Connecticut gespeeld.

## Geschiedenis
Het toernooi werd in 1952 als het Insurance City Open opgericht. In 1967 werd het toernooi hernoemd tot het Greater Hartford Open en werd meermaals gesponsord door Sammy Davis Jr. en Canon. In 2004 werd het toernooi hernoemd naar het Buick Championship en in 2007 het Travelers Championship.
Van 1952 tot 1983 vond het toernooi plaats op de Wethersfield Country Club. In 1984 verhuisde het toernooi naar de Edgewood Country Club, die door de PGA was aangekocht en gerenoveerd. In 1991 werd de Edgewood Country Club vernoemd tot de TPC River Highlands. Deze baan was de 3de van inmiddels ruim 30 TPC-banen van de PGA.

## Publiek
Alleen het Phoenix Open trekt meer publiek. Het topjaar was 2002, toen er bijna 400.000 toeschouwers in die week kwamen, in 2011 kwamen 70.000 mensen op zondag kijken en was het weektotaal 240.000.

## Stichting Greater Hartford Jaycees
Het toernooi werd door verzekeraar Jaycees opgericht om hun philanthropische doelen te steunen. Toen Bob Murphy  het toernooi in 1970 won en een deel van zijn prijzengeld afstond, werd hiermee een aparte stichting voor dit doel opgericht.

## De baan
Sinds 1991 wordt het toernooi gespeeld op de TPC River Highlands .
| Hole  | 1   | 2   | 3   | 4   | 5   | 6   | 7   | 8   | 9   | Out   | 10  | 11  | 12  | 13  | 14  | 15  | 16  | 17  | 18  | In    | Total |
| ----- | --- | --- | --- | --- | --- | --- | --- | --- | --- | ----- | --- | --- | --- | --- | --- | --- | --- | --- | --- | ----- | ----- |
| Yards | 434 | 341 | 431 | 481 | 223 | 574 | 443 | 202 | 406 | 3,535 | 462 | 158 | 411 | 523 | 421 | 296 | 171 | 420 | 444 | 3,306 | 6,841 |
| Par   | 4   | 4   | 4   | 4   | 3   | 5   | 4   | 3   | 4   | 35    | 4   | 3   | 4   | 5   | 4   | 4   | 3   | 4   | 4   | 35    | 70    |

## Winnaars
| Jaar                                        | Winnaar             | Score               | Score               | Info                                           |
| Insurance City Open                         | Insurance City Open | Insurance City Open | Insurance City Open | Insurance City Open                            |
| ------------------------------------------- | ------------------- | ------------------- | ------------------- | ---------------------------------------------- |
| 1952                                        | Ted Kroll           | 273                 | –11                 | Ted Kroll Wins First Tournament                |
| 1953                                        | Bob Toski           | 269                 | –15                 | Toski Nabs $15,000 Insurance City Go           |
| 1954                                        | Tommy Bolt po       | 271                 | –13                 | Bolt and Stewart Play Off                      |
| 1955                                        | Sam Snead           | 269                 | –15                 | Sammy Snead Takes Berth                        |
| 1956                                        | Arnold Palmer po    | 274                 | –10                 | Littler Listed Insurance City Golf Favorite    |
| Insurance City Open Invitational            |                     |                     |                     |                                                |
| 1957                                        | Gardner Dickinson   | 272                 | –12                 | Dickinson Takes Insurance Golf [dode link]     |
| 1958                                        | Jack Burke jr.      | 268                 | –16                 |                                                |
| 1959                                        | Gene Littler        | 272                 | –12                 |                                                |
| 1960                                        | Arnold Palmer po    | 270                 | –14                 |                                                |
| 1961                                        | Billy Maxwell po    | 271                 | –13                 |                                                |
| 1962                                        | Bob Goalby po       | 271                 | –13                 |                                                |
| 1963                                        | Billy Casper        | 271                 | –13                 |                                                |
| 1964                                        | Ken Venturi         | 273                 | –11                 |                                                |
| 1965                                        | Billy Casper po     | 274                 | –10                 |                                                |
| 1966                                        | Art Wall jr.        | 266                 | –18                 |                                                |
| Greater Hartford Open Invitational          |                     |                     |                     |                                                |
| 1967                                        | Charlie Sifford     | 272                 | –12                 |                                                |
| 1968                                        | Billy Casper        | 266                 | –18                 |                                                |
| 1969                                        | Bob Lunn po         | 268                 | –16                 |                                                |
| 1970                                        | Bob Murphy          | 267                 | –17                 |                                                |
| 1971                                        | George Archer po    | 268                 | –16                 |                                                |
| 1972                                        | Lee Trevino po      | 269                 | –15                 |                                                |
| Sammy Davis Jr.-Greater Hartford Open       |                     |                     |                     |                                                |
| 1973                                        | Billy Casper        | 264                 | –20                 |                                                |
| 1974                                        | Dave Stockton       | 268                 | –12                 |                                                |
| 1975                                        | Don Bies po         | 267                 | –17                 |                                                |
| 1976                                        | Rik Massengale      | 266                 | –18                 |                                                |
| 1977                                        | Billy Kratzert      | 265                 | –19                 |                                                |
| 1978                                        | Rod Funseth         | 264                 | –20                 |                                                |
| 1979                                        | Jerry McGee         | 267                 | –17                 |                                                |
| 1980                                        | Howard Twitty po    | 266                 | –18                 |                                                |
| 1981                                        | Hubert Green        | 264                 | –20                 |                                                |
| 1982                                        | Tim Norris          | 259                 | –25                 |                                                |
| 1983                                        | Curtis Strange      | 268                 | –16                 |                                                |
| 1984                                        | Peter Jacobsen      | 269                 | –15                 |                                                |
| Canon Sammy Davis Jr.-Greater Hartford Open |                     |                     |                     |                                                |
| 1985                                        | Phil Blackmar po    | 271                 | –13                 |                                                |
| 1986                                        | Mac O'Grady po      | 269                 | –15                 |                                                |
| 1987                                        | Paul Azinger        | 269                 | –15                 |                                                |
| 1988                                        | Mark Brooks po      | 269                 | –15                 |                                                |
| Canon Greater Hartford Open                 |                     |                     |                     |                                                |
| 1989                                        | Paul Azinger        | 267                 | –17                 |                                                |
| 1990                                        | Wayne Levi          | 267                 | –13                 |                                                |
| 1991                                        | Billy Ray Brown po  | 271                 | –9                  |                                                |
| 1992                                        | Lanny Wadkins       | 274                 | –6                  |                                                |
| 1993                                        | Nick Price          | 271                 | –9                  |                                                |
| 1994                                        | David Frost         | 268                 | –12                 |                                                |
| 1995                                        | Greg Norman         | 267                 | –13                 |                                                |
| 1996                                        | D.A. Weibring       | 270                 | –10                 |                                                |
| 1997                                        | Stewart Cink        | 267                 | –13                 |                                                |
| 1998                                        | Olin Browne po      | 266                 | –14                 |                                                |
| 1999                                        | Brent Geiberger     | 262                 | –18                 |                                                |
| 2000                                        | Notah Begay III     | 260                 | –20                 |                                                |
| 2001                                        | Phil Mickelson      | 264                 | –16                 |                                                |
| 2002                                        | Phil Mickelson      | 266                 | –14                 | 1ste succesvolle titelverdediger               |
| Greater Hartford Open                       |                     |                     |                     |                                                |
| 2003                                        | Peter Jacobsen      | 266                 | –14                 |                                                |
| Buick Championship                          |                     |                     |                     |                                                |
| 2004                                        | Woody Austin po     | 270                 | –10                 |                                                |
| 2005                                        | Brad Faxon po       | 266                 | –14                 |                                                |
| 2006                                        | J.J. Henry          | 266                 | –14                 |                                                |
| Travelers Championship                      |                     |                     |                     |                                                |
| 2007                                        | Hunter Mahan po     | 265                 | –15                 |                                                |
| 2008                                        | Stewart Cink        | 262                 | –18                 |                                                |
| 2009                                        | Kenny Perry         | 258                 | –22                 |                                                |
| 2010                                        | Bubba Watson po     | 266                 | –14                 |                                                |
| 2011                                        | Fredrik Jacobson    | 260                 | –20                 | baanrecord van 60 door amateur Patrick Cantlay |
| 2012                                        | Marc Leishman       | 266                 | –14                 |                                                |
| 2013                                        | Ken Dukepo          | 268                 | –12                 | won de play-off van Chris Stroud               |
| 2014                                        | Kevin Streelman     | 265                 | –15                 |                                                |
| 2015                                        | Bubba Watsonpo      | 264                 | –16                 | Won de play-off van Paul Casey                 |
| 2016                                        | Russell Knox        | 266                 | -14                 |                                                |
| 2017                                        | Jordan Spiethpo     | 268                 | -12                 | Won de play-off van Daniel Berger              |
| 2018                                        | Bubba Watson        | 263                 | -17                 | Derde overwinning van Watson                   |

| Toernooirecord | po = winnaar na play-off |